# Руда-Маленецка (гмина)
Руда-Маленецка (пол. Ruda Maleniecka) — сельская гмина (волость) в Польше, входит как административная единица в Коньский повет, Свентокшиское воеводство. Население — 3390 человек (на 2004 год).

## Демография
| Перепись                       | Всего   | Всего | Женщины | Женщины | Мужчины | Мужчины |
| ------------------------------ | ------- | ----- | ------- | ------- | ------- | ------- |
| Единицы                        | человек | %     | человек | %       | человек | %       |
| Население                      | 3390    | 100   | 1751    | 51,7    | 1639    | 48,3    |
| Плотность населения (чел./км²) | 30,8    | 30,8  | 15,9    | 15,9    | 14,9    | 14,9    |

## Сельские округа
1. Демба
2. Демба-Колёня
3. Цеклиньско
4. Цис
5. Хуциско
6. Колишовы
7. Колонец
8. Липа
9. Махоры
10. Маленец
11. Млотковице
12. Руда-Маленецка
13. Стшембошув
14. Шкуцин
15. Тама
16. Вышина-Фалковска
17. Вышина-Махоровска
18. Вышина-Рудзка

## Соседние гмины
1. Гмина Фалкув
2. Гмина Коньске
3. Гмина Радошице
4. Гмина Слупя
5. Гмина Жарнув